# Centro de Investigaciones Multidisciplinarias sobre Chiapas y la Frontera Sur
El Centro de Investigaciones Multidisciplinarias sobre Chiapas y la Frontera Sur (CIMSUR) es un centro de investigación en ciencias sociales y humanidades de la Coordinación de Humanidades de la Universidad Nacional Autónoma de México. Su sede se encuentra en la ciudad de San Cristóbal de Las Casas.

## Historia
El primer antecedente del CIMSUR se encuentra en el Centro de Investigaciones Humanísticas de Mesoamérica y el Estado de Chiapas (CIHMECH), una asociación civil fundada en San Cristóbal de Las Casas bajo convenio de la UNAM y cuatro organismos del estado de Chiapas en 1985. En 1991, la UNAM incorporó administrativamente al CIHMECH, dotándolo de personal y presupuestos propios.
El 26 de mayo de 1998 el CIHMECH se reestructuró como el Programa de Investigaciones Multidisciplinarias sobre Mesoamérica y el Sureste (PROIMMSE) de la UNAM, por acuerdo del entonces rector Francisco Barnés de Castro, y se incorporó al Instituto de Investigaciones Antropológicas (IIA) de la UNAM.
En 2015 y bajo propuesta del IIA, el Consejo Universitario aprobó la creación del Centro de Investigaciones Multidisciplinarias sobre Chiapas y la Frontera Sur (CIMSUR) a partir del PROIMMSEE y pasó a adscribirse directamente a la Coordinación de Humanidades de la UNAM.

## Investigación y docencia
El CIMSUR tiene cuatro principales grupos de investigación: «Historia de la frontera México-Guatemala», «Construcción de la frontera sur: territorio, sociedad e historia», «Estado y diversidad cultural» y «Lenguas de la frontera sur: estudios ligüístico-antropológicos».
En el ámbito de la docencia, el CIMSUR participa en los programas de la licenciatura en Antropología, impartida en la Facultad de Ciencias Políticas y Sociales, y del posgrado en Antropología de la UNAM. Dentro de este último, el CIMSUR ofrece el programa de maestría en Antropología en su sede de San Cristóbal de Las Casas.
Desde 2006, el CIMSUR edita la Revista Pueblos y Fronteras Digital.
El CIMSUR aloja la Biblioteca Paul Kirchhoff, una biblioteca especializada en ciencias sociales y antropología, destinada al uso de su comunidad académica y del público general.